# Tetracoccus
Tetracoccus es un género de plantas perteneciente a la familia Picrodendraceae y el único miembro de la subtribu Tetracoccinae. Comprende cuatro especies originarias del sudoeste de Estados Unidos y norte de México.

## Etimología
El nombre del género driva del griego "cuatro semillas" (tetra significa "cuatro" y kokkos, "grano").

## Especies deTetracoccus
- Tetracoccus capensis (I.M.Johnst.) Croizat, Bull. Torrey Bot. Club 69: 457 (1942).
- Tetracoccus dioicus Parry, W. Amer. Sci. 1: 13 (1885).
- Tetracoccus fasciculatus (S.Watson) Croizat, Bull. Torrey Bot. Club 69: 456 (1942).
- Tetracoccus ilicifolius Coville & Gilman, J. Wash. Acad. Sci. 26: 531 (1936).